# Gegants de Montblanc
Els gegants de Montblanc són considerats uns dels gegants més antics del Principat de Catalunya. Van ser construïts per un import de 300 duros i van fer llur primera sortida l'any 1864. La biografia publicada el 2024 va desvelar que provenen del taller barcelonès de Vicenç Oms, per bé que durant molts anys, llur creació va ser atribuïda erròniament al taller El Ingenio.
Montblanc, vila de la Conca de Barberà, té una gran tradició gegantera. L'any 2006 va ser proclamada Ciutat Gegantera de Catalunya. A la parella de gegants, de l'any 1864 al pas del segle xix al segle xx s'hi ha afegit una colla de capgrossos anomenats popularment nanos. Se'n desconeix la «data de naixement» exacta.
Els gegants de Montblanc no tenen noms propis i la població els coneix com el Gegant i la Geganta. El Gegant, dissenyat per adoptar un aire senyorial i d'autoritat propi del senyor de la vila, subjecta la carta de població atorgada pel comte-rei Alfons I el 1163. En canvi, la Geganta, molt elegant i noble, porta un ram de flors a la mà dreta i un fi mocador de seda a la mà esquerra.
Als anys 1940-50 el pintor Ismael Balanyà i Freixa ja les va restaurar. El 1992, la vila va encarregar a Ismael Porta Balanyà dues rèpliques fetes amb fibra de poliester. Amb aquestes rèpliques els gegants es van aprimar de manera considerable. Així, el Gegant ha passat de 77,5 kg a 55 kg i la Geganta ha passat de 72,5 kg a 45kg. Els originals, fragilitzats pel pes de llur edat respectable només ixen en ocasions especials i deixen els viatges feixucs a llurs rèpliques. Solen descansar la resta del temps al vestíbul de la Casa de la Vila. El 2024, les dues parelles van ser restaurades altra vegada i a l'ocasió de llur 160è aniversari al setembre van lluir els nous vestits, dissenyats per Immaculada Navarro.

## El ball
Durant els primers anys d'existència, els gegants de Montblanc ballaven giravoltant i fent-se mútues reverències al compàs d'un flaviol. A principi del segle xx, van començar a ballar al so de la banda municipal que acompanya el consistori, i partir de la dècada de 1920, es va introduir el ball del pasdoble que s'ha mantingut, amb petites variacions, fins a l'actualitat. Entre els pasdobles ballats pels gegants de Montblanc cal destacar l'«Amparito Roca», un pasdoble compost el 1925 pel músic i compositor barceloní, instal·lat a València, Jaume Teixidor (1884-1957). Els gegants de la vila ducal ballen al compàs d'aquest emblemàtic pasdoble acompanyats pels crits d'Olé! de la gent en els moments àlgids de la peça.

## ElsNanos

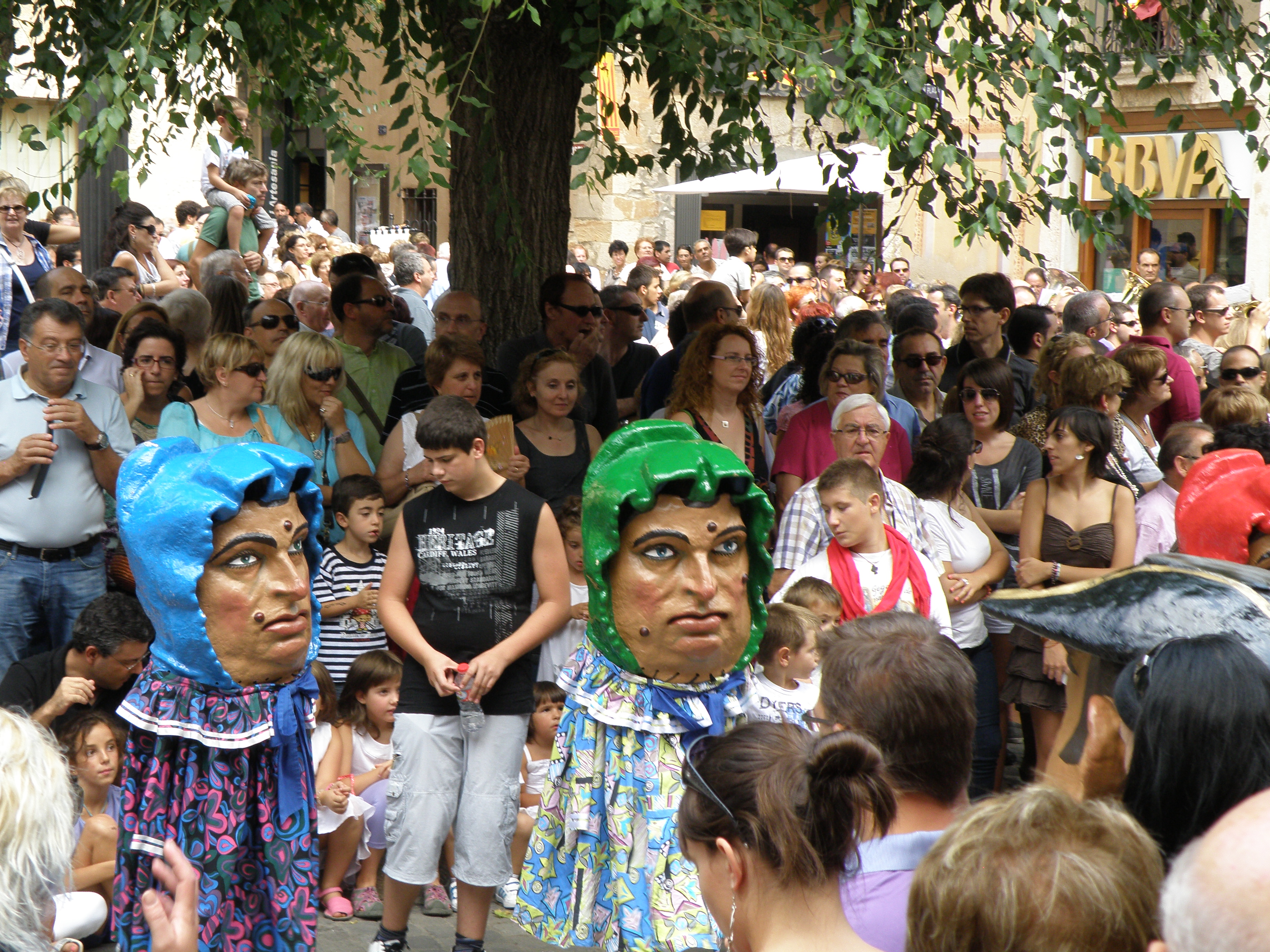
Festa Major 2012

Els Nanos formen el cos de capgrossos de Montblanc. Se'n desconeix la data de construcció, encara que és molt probable que es fessin al cap de poc d'adquirir els gegants, ja que l'any 1911 es trobaven en força mal estat i requerien reformes importants.
Inicialment, els Nanos eren 12 capgrossos, sis homes i sis dones, que formaven sis parelles. Els homes portaven tricorni i perruca i les dones vestien còfies de diferents colors. Botaven i ballaven al voltant del gegants al so del flaviol i eren controlats per un diable que portava un vestit vermell amb banyes i cua.
Els nous Nanos són iguals que els anteriors i es van presentar a la població el dia 6 de setembre de 1981 en el marc de les Festes de la Mare de Déu de la Serra com a quatre parelles. Finalment, l'any 2006, també en el marc de les Festes de la Mare de Déu de la Serra es van presentar dues noves parelles que van completar les sis parelles que hi havia inicialment. La presentació dels nous Nanos es va realitzar enmig d'un espectacle de Comediants. El 2024 els Nanos originals van subir una restauració a un taller a Reus.
Normalment dansen conjuntament amb els gegants, al so de la mateixa música, però també tenen balls propis com el Ball de Nanos.